# Râul Zăbrătău
Râul Zăbrătău este un curs de apă, afluent al râului Buzău. 

## Hărți
- Harta județului Covasna